# 湯之洞溫泉口站

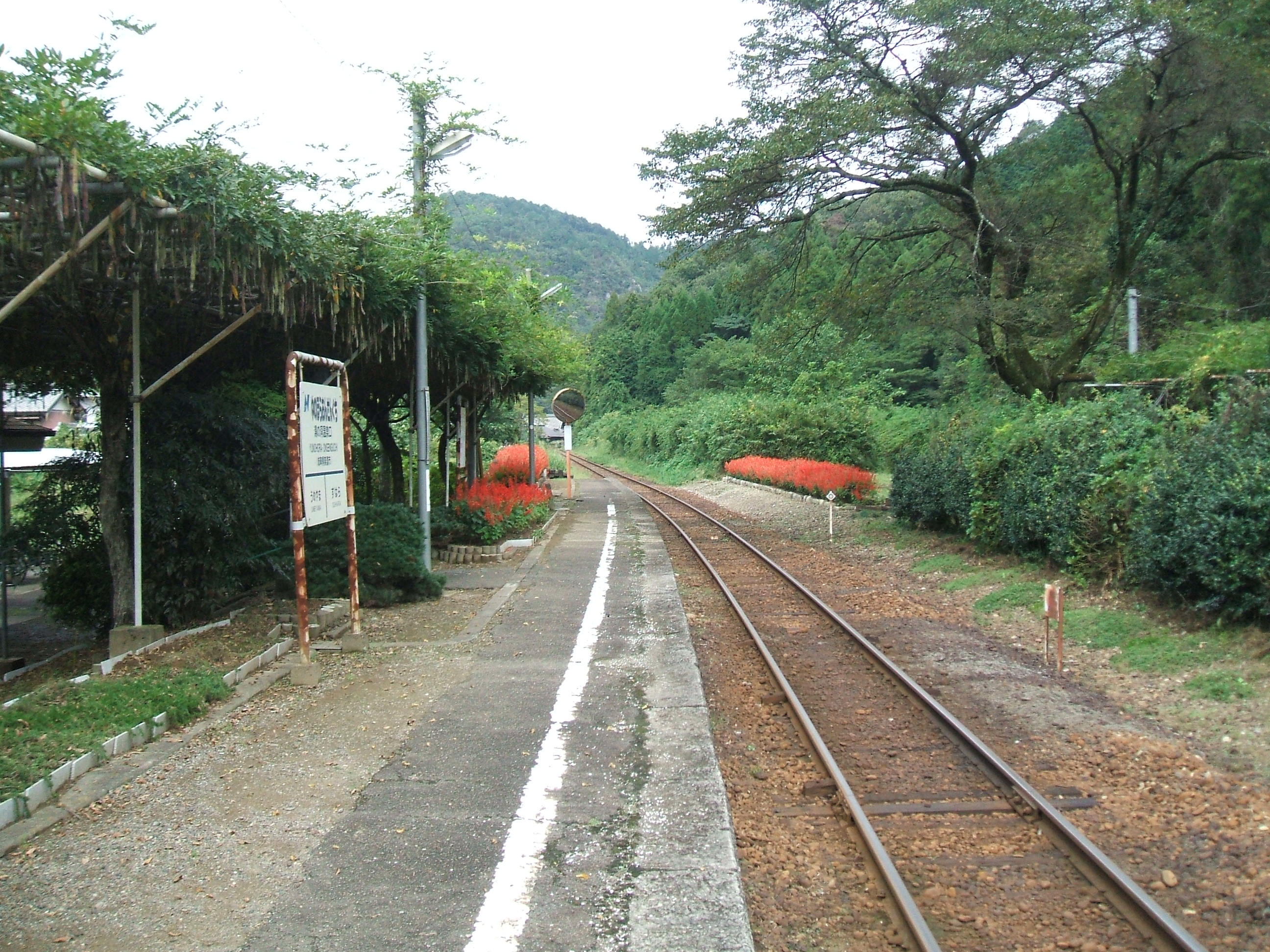
月台

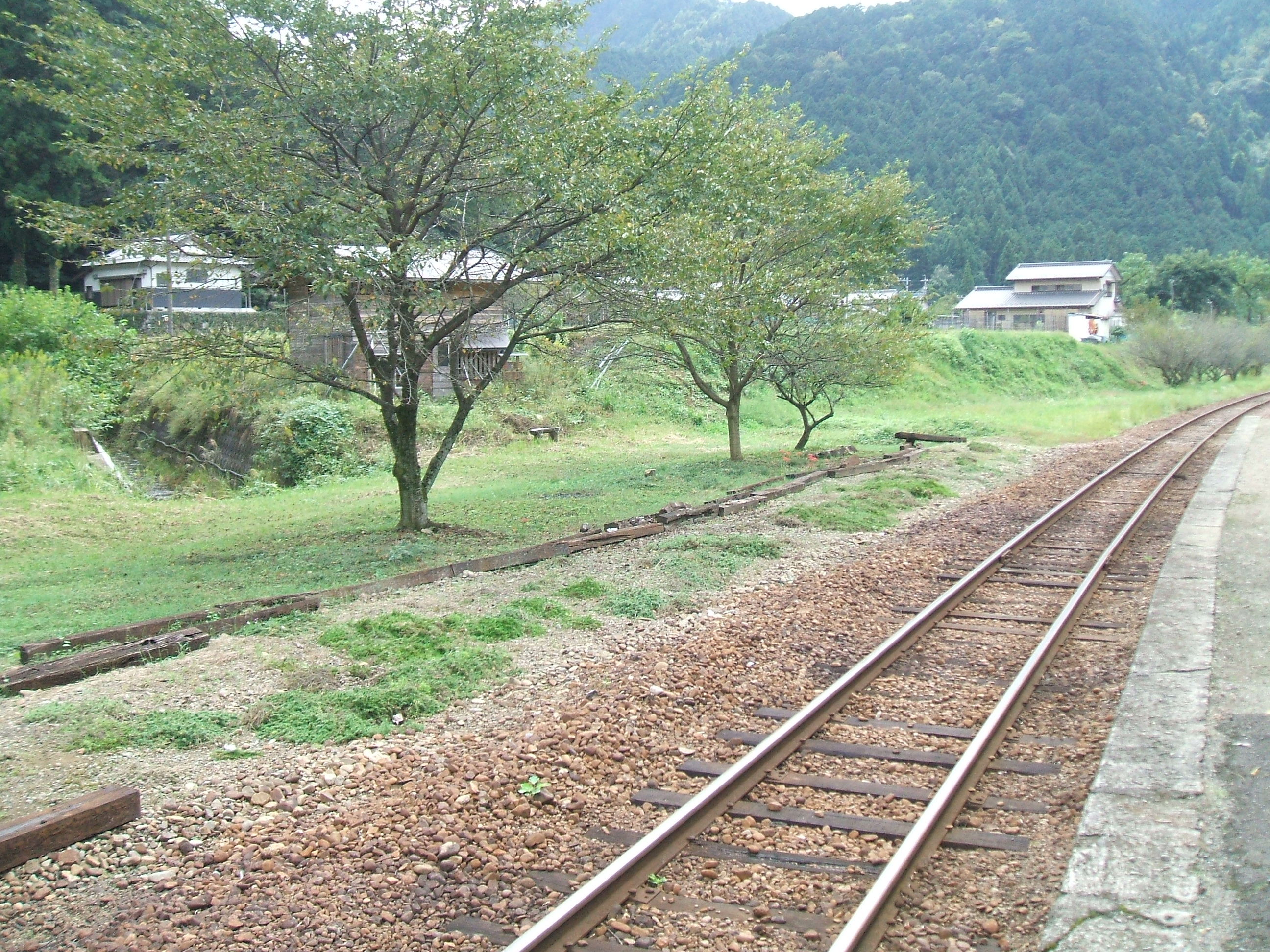
另一方向觀看月台

湯之洞溫泉口站（日语：／ Yunohoraonsenguchi eki */?）是位於岐阜縣美濃市保木脇，長良川鐵道的越美南線車站。車站編號是13。

## 歷史
- 1926年（大正15年）7月15日 - 國有鐵道越美南線美濃町站（現時：美濃市站）至此站之間開通，此站啟用。當時車站名稱為板取口站[1]。
- 1927年（昭和2年）4月10日 - 此站至美濃洲原站（現時：母野站）之間開通[1]。
- 1956年（昭和31年）12月20日 - 車站改名為美濃立花站。
- 1959年（昭和34年）10月10日 - 結束貨物起卸業務。
- 1986年（昭和61年）12月11日 - 國鐵越美南線由長良川鐵道接管，成為長良川鐵道車站[1]。同時，車站改名為湯之洞溫泉口站[1]。

## 車站構造
車站是一座地面車站，設有1面1線單式月台。在車站大樓內設有候車室和廁所。月台種滿了紫藤。
此站設有折返列車。另外，此站曾經設有列車交會設備，現時列車交會已經撤走。

## 使用狀況
以下為近年1日平均上落車人次列表
| 上落車人次變化 | 上落車人次變化     |
| 年度           | 1日平均 上落車人次 |
| -------------- | ------------------ |
| 1999           | 145                |
| 2000           | 160                |
| 2001           | 134                |
| 2002           | 111                |
| 2003           | 95                 |
| 2004           | 65                 |
| 2005           | 69                 |
| 2006           | 58                 |
| 2007           | 40                 |
| 2008           | 65                 |
| 2009           | 83                 |
| 2010           | 49                 |
| 2011           | 62                 |
| 2012           | 45                 |
| 2013           | 41                 |

## 車站周邊
- 長良川
  - 立花橋（日语：立花橋 (長良川)）
- 長良川發電站（日语：長良川発電所）（登錄有形文化財）
- 湯之洞溫泉
- 國道156號

## 巴士路線
- 美濃市合乘的士（日语：デマンドバス）

## 相鄰車站
長良川鐵道
越美南線
梅山（12）－湯之洞溫泉口（13）－洲原（14）

## 注腳
1. 1 2 3 4 5  曾根悟（監修）. 朝日新聞出版分冊百科編集部（編集） , 编. . 週刊朝日百科. 26号 長良川鉄道・明知鉄道・樽見鉄道・三岐鉄道・伊勢鉄道. 朝日新聞出版. 2011-09-18: 10-11 （日语）.
2. ↑  美濃市統計書

## 外部連結
- 湯之洞溫泉口站｜【官方網站】長良川鐵道株式會社 （页面存档备份，存于）（日語）